# 黑云龙 (明朝辽东武将)
黑云龙，生卒不详，女真人，明朝辽东都司广宁卫人，官至参将，副总兵黑春之长子，历仕嘉靖、隆庆、万历三朝，后无考。

## 生平
嘉靖四十一年（1562年），黑云龙父亲黑春在征剿叛明的女真部落首领王杲时牺牲，明廷予以祭葬并加升黑云龙为都指挥使，隆庆元年（1567 年）升为山西北楼口参将，隆庆二年（1568年）十二月因贪污军饷三百两，被革职流放。隆庆六年（1572年），朝廷追录黑云龙从前的军功，重新回到军中。万历三年（1575年）再次革职回家乡居住，万历八年（1580年）重新起用，以原衔管沈阳游击事，后无考。

## 家庭
黑云龙的玄祖哈密哈，是内附的女真部落首领，被明朝授予都指挥使。父亲黑春，官至辽阳副总兵，在讨伐努尔哈赤的外祖父王杲叛乱时牺牲，明廷追赠都督同知，谥忠勇。

## 引用
1. 1 2  《全辽志·卷四·宦业志》：“黑春，广宁卫指挥使。其先建州卫人，以战功历升都指挥，充广宁游击，升宁远参将，转辽阳副总兵。袭斩虏李董刚，出捣王泉寨，合五百余级。嘉靖癸亥五月，贼犯险山，追至媳妇山，卒与虏遇。援不至，被执，磔其尸。辽人以春能格虏靖边，遽而战殁，莫不含哀饮恨。巡按御史王得春作《黑副帅词》以悲其死。事闻，诏赠都督同知，谥忠勇，祭葬立祠。荫一子正千户，长子云龙加升都指挥使。”
2. ↑   《大明穆宗实录》卷3隆庆元年正月：“命老营堡游击将军黑云龙为分守山西北楼口参将。”
3. ↑  《大明穆宗实录》卷27隆庆二年十二月：“山西北楼口参将都指挥使黑云龙有罪，发边远充军，坐侵没军粮银三百两故也 。”
4. ↑   《大明穆宗实录》卷67隆庆六年闰二月：“录辽东清河堡获功死事官军，黑云龙等一千五百六十四人升赏如例。”
5. ↑   《大明神宗实录》卷38万历三年五月 ：“宁远参将黑云龙革任回卫。”
6. ↑  《大明神宗实录》卷96 万历八年二月 ：“起原任辽东宁远参将黑云龙，以原衔管沈阳游击事 。”
7. ↑  《师竹堂集》卷24《明辽东副总兵赠都督同知谥忠勇黑公墓表》：“始祖哈密哈率众内附，授都指挥使，领建州诸部。”